# 1973年のワールドシリーズ
1973年の野球において、メジャーリーグベースボール（MLB）優勝決定戦の第70回ワールドシリーズ（70th World Series）は、10月13日から21日にかけて計7試合が開催された。その結果、オークランド・アスレチックス（アメリカンリーグ）がニューヨーク・メッツ（ナショナルリーグ）を4勝3敗で下し、2年連続7回目の優勝を果たした。
両チームの対戦はシリーズ史上初めて。アスレチックスのシリーズ連覇は1961年・1962年のニューヨーク・ヤンキース以来11年ぶりであり、また球団史上では1910年・1911年と1929年・1930年に次いで3度目の達成だった。しかしシリーズ終了直後、監督のディック・ウィリアムズがオーナー兼GMのチャーリー・O・フィンリーとの不和から、契約を1年残して辞任しヤンキース移籍を画策するという騒動が起きている。シリーズMVPには、最終第7戦で2点本塁打を放つなど、7試合で打率.310・1本塁打・6打点・OPS.941という成績を残したアスレチックスのレジー・ジャクソンが選出された。またアスレチックスの選手では、ダロルド・ノウルズが全7試合に登板した史上初の投手となったほか、オラシオ・ピーニャはメキシコ出身選手として19年ぶり2人目のシリーズ出場者、そして優勝を経験した史上初の選手となった。
この年からMLBでは、アメリカンリーグでのみ指名打者（DH）制度が導入された。しかしワールドシリーズでは、今回から1975年までの3年間、DH制は一切採用されていない。

## 試合結果
1973年のワールドシリーズは10月13日に開幕し、途中に移動日を挟んで9日間で7試合が行われた。日程・結果は以下の通り。
| 日付                                                        | 試合  | ビジター球団（先攻）         | スコア | ホーム球団（後攻）           | 開催球場                                        | 開催球場                                                            |
| ----------------------------------------------------------- | ----- | ---------------------------- | ------ | ---------------------------- | ----------------------------------------------- | ------------------------------------------------------------------- |
| 10月13日（土）                                              | 第1戦 | ニューヨーク・メッツ         | 1－2   | オークランド・アスレチックス | オークランド・アラメダ・ カウンティ・コロシアム | オークランド・アラメダ・ · カウンティ・コロシアムシェイ・スタジアム |
| 10月14日（日）                                              | 第2戦 | ニューヨーク・メッツ         | 10－7  | オークランド・アスレチックス | オークランド・アラメダ・ カウンティ・コロシアム | オークランド・アラメダ・ · カウンティ・コロシアムシェイ・スタジアム |
| 10月15日（月）                                              |       | 移動日                       | 移動日 | 移動日                       |                                                 | オークランド・アラメダ・ · カウンティ・コロシアムシェイ・スタジアム |
| 10月16日（火）                                              | 第3戦 | オークランド・アスレチックス | 3－2   | ニューヨーク・メッツ         | シェイ・スタジアム                              | オークランド・アラメダ・ · カウンティ・コロシアムシェイ・スタジアム |
| 10月17日（水）                                              | 第4戦 | オークランド・アスレチックス | 1－6   | ニューヨーク・メッツ         | シェイ・スタジアム                              | オークランド・アラメダ・ · カウンティ・コロシアムシェイ・スタジアム |
| 10月18日（木）                                              | 第5戦 | オークランド・アスレチックス | 0－2   | ニューヨーク・メッツ         | シェイ・スタジアム                              | オークランド・アラメダ・ · カウンティ・コロシアムシェイ・スタジアム |
| 10月19日（金）                                              |       | 移動日                       | 移動日 | 移動日                       |                                                 | オークランド・アラメダ・ · カウンティ・コロシアムシェイ・スタジアム |
| 10月20日（土）                                              | 第6戦 | ニューヨーク・メッツ         | 1－3   | オークランド・アスレチックス | オークランド・アラメダ・ カウンティ・コロシアム | オークランド・アラメダ・ · カウンティ・コロシアムシェイ・スタジアム |
| 10月21日（日）                                              | 第7戦 | ニューヨーク・メッツ         | 2－5   | オークランド・アスレチックス | オークランド・アラメダ・ カウンティ・コロシアム | オークランド・アラメダ・ · カウンティ・コロシアムシェイ・スタジアム |
| 優勝：オークランド・アスレチックス（4勝3敗 / 2年連続7度目） |       |                              |        |                              |                                                 | オークランド・アラメダ・ · カウンティ・コロシアムシェイ・スタジアム |

### 第1戦 10月13日
- オークランド・アラメダ・カウンティ・コロシアム（カリフォルニア州オークランド）

|                              | 1 | 2 | 3 | 4 | 5 | 6 | 7 | 8 | 9 | R | H | E |
| ---------------------------- | - | - | - | - | - | - | - | - | - | - | - | - |
| ニューヨーク・メッツ         | 0 | 0 | 0 | 1 | 0 | 0 | 0 | 0 | 0 | 1 | 7 | 2 |
| オークランド・アスレチックス | 0 | 0 | 2 | 0 | 0 | 0 | 0 | 0 | X | 2 | 4 | 0 |

1. 勝利：ケン・ホルツマン（1勝）
2. セーブ：ダロルド・ノウルズ（1S）
3. 敗戦：ジョン・マトラック（1敗）
4. 審判
［球審］マーティー・スプリングステッド（AL）
［塁審］一塁: オーギー・ドナテリ（NL）、二塁: ジェリー・ニューデッカー（AL）、三塁: ポール・プライアー（NL）
［外審］左翼: ラス・ゲーツ（AL）、右翼: ハリー・ウェンデルステット（NL）
5. 昼間試合  試合時間: 2時間26分  観客: 4万6021人
詳細: Baseball-Reference.com

| ニューヨーク・メッツ | ニューヨーク・メッツ | ニューヨーク・メッツ | ニューヨーク・メッツ | ニューヨーク・メッツ                                                                                    | オークランド・アスレチックス | オークランド・アスレチックス | オークランド・アスレチックス | オークランド・アスレチックス | オークランド・アスレチックス                                                                              |
| -------------------- | -------------------- | -------------------- | -------------------- | --- | ---------------------------- | ---------------------------- | ---------------------------- | ---------------------------- | --- |
| 打順                 | 守備                 | 選手                 | 打席                 | J・マトラックJ・グロートJ・ミルナーF・ミヤーンW・ギャレットB・ハレルソンC・ジョーンズW・メイズD・ハーン | 打順                         | 守備                         | 選手                         | 打席                         | K・ホルツマンR・フォッシーG・テナスD・グリーンS・バンドーB・キャンパネリスJ・ルディR・ジャクソンJ・アルー |
| 1                    | 三                   | W・ギャレット        | 左                   | J・マトラックJ・グロートJ・ミルナーF・ミヤーンW・ギャレットB・ハレルソンC・ジョーンズW・メイズD・ハーン | 1                            | 遊                           | B・キャンパネリス            | 右                           | K・ホルツマンR・フォッシーG・テナスD・グリーンS・バンドーB・キャンパネリスJ・ルディR・ジャクソンJ・アルー |
| 2                    | 二                   | F・ミヤーン          | 右                   | J・マトラックJ・グロートJ・ミルナーF・ミヤーンW・ギャレットB・ハレルソンC・ジョーンズW・メイズD・ハーン | 2                            | 左                           | J・ルディ                    | 右                           | K・ホルツマンR・フォッシーG・テナスD・グリーンS・バンドーB・キャンパネリスJ・ルディR・ジャクソンJ・アルー |
| 3                    | 中                   | W・メイズ            | 右                   | J・マトラックJ・グロートJ・ミルナーF・ミヤーンW・ギャレットB・ハレルソンC・ジョーンズW・メイズD・ハーン | 3                            | 三                           | S・バンドー                  | 右                           | K・ホルツマンR・フォッシーG・テナスD・グリーンS・バンドーB・キャンパネリスJ・ルディR・ジャクソンJ・アルー |
| 4                    | 左                   | C・ジョーンズ        | 右                   | J・マトラックJ・グロートJ・ミルナーF・ミヤーンW・ギャレットB・ハレルソンC・ジョーンズW・メイズD・ハーン | 4                            | 中                           | R・ジャクソン                | 左                           | K・ホルツマンR・フォッシーG・テナスD・グリーンS・バンドーB・キャンパネリスJ・ルディR・ジャクソンJ・アルー |
| 5                    | 一                   | J・ミルナー          | 左                   | J・マトラックJ・グロートJ・ミルナーF・ミヤーンW・ギャレットB・ハレルソンC・ジョーンズW・メイズD・ハーン | 5                            | 一                           | G・テナス                    | 右                           | K・ホルツマンR・フォッシーG・テナスD・グリーンS・バンドーB・キャンパネリスJ・ルディR・ジャクソンJ・アルー |
| 6                    | 捕                   | J・グロート          | 右                   | J・マトラックJ・グロートJ・ミルナーF・ミヤーンW・ギャレットB・ハレルソンC・ジョーンズW・メイズD・ハーン | 6                            | 右                           | J・アルー                    | 右                           | K・ホルツマンR・フォッシーG・テナスD・グリーンS・バンドーB・キャンパネリスJ・ルディR・ジャクソンJ・アルー |
| 7                    | 右                   | D・ハーン            | 右                   | J・マトラックJ・グロートJ・ミルナーF・ミヤーンW・ギャレットB・ハレルソンC・ジョーンズW・メイズD・ハーン | 7                            | 捕                           | R・フォッシー                | 右                           | K・ホルツマンR・フォッシーG・テナスD・グリーンS・バンドーB・キャンパネリスJ・ルディR・ジャクソンJ・アルー |
| 8                    | 遊                   | B・ハレルソン        | 両                   | J・マトラックJ・グロートJ・ミルナーF・ミヤーンW・ギャレットB・ハレルソンC・ジョーンズW・メイズD・ハーン | 8                            | 二                           | D・グリーン                  | 右                           | K・ホルツマンR・フォッシーG・テナスD・グリーンS・バンドーB・キャンパネリスJ・ルディR・ジャクソンJ・アルー |
| 9                    | 投                   | J・マトラック        | 左                   | J・マトラックJ・グロートJ・ミルナーF・ミヤーンW・ギャレットB・ハレルソンC・ジョーンズW・メイズD・ハーン | 9                            | 投                           | K・ホルツマン                | 右                           | K・ホルツマンR・フォッシーG・テナスD・グリーンS・バンドーB・キャンパネリスJ・ルディR・ジャクソンJ・アルー |
| 先発投手             | 先発投手             | 先発投手             | 投球                 | J・マトラックJ・グロートJ・ミルナーF・ミヤーンW・ギャレットB・ハレルソンC・ジョーンズW・メイズD・ハーン | 先発投手                     | 先発投手                     | 先発投手                     | 投球                         | K・ホルツマンR・フォッシーG・テナスD・グリーンS・バンドーB・キャンパネリスJ・ルディR・ジャクソンJ・アルー |
| J・マトラック        | J・マトラック        | J・マトラック        | 左                   | J・マトラックJ・グロートJ・ミルナーF・ミヤーンW・ギャレットB・ハレルソンC・ジョーンズW・メイズD・ハーン | K・ホルツマン                | K・ホルツマン                | K・ホルツマン                | 左                           | K・ホルツマンR・フォッシーG・テナスD・グリーンS・バンドーB・キャンパネリスJ・ルディR・ジャクソンJ・アルー |

### 第2戦 10月14日
- オークランド・アラメダ・カウンティ・コロシアム（カリフォルニア州オークランド）

|                              | 1 | 2 | 3 | 4 | 5 | 6 | 7 | 8 | 9 | 10 | 11 | 12 | R  | H  | E |
| ---------------------------- | - | - | - | - | - | - | - | - | - | -- | -- | -- | -- | -- | - |
| ニューヨーク・メッツ         | 0 | 1 | 1 | 0 | 0 | 4 | 0 | 0 | 0 | 0  | 0  | 4  | 10 | 15 | 1 |
| オークランド・アスレチックス | 2 | 1 | 0 | 0 | 0 | 0 | 1 | 0 | 2 | 0  | 0  | 1  | 7  | 13 | 5 |

1. 勝利：タグ・マグロウ（1勝）
2. セーブ：ジョージ・ストーン（1S）
3. 敗戦：ローリー・フィンガーズ（1敗）
4. 本塁打
NYM：クレオン・ジョーンズ1号ソロ、ウェイン・ギャレット1号ソロ
5. 審判
［球審］オーギー・ドナテリ（NL）
［塁審］一塁: ジェリー・ニューデッカー（AL）、二塁: ポール・プライアー（NL）、三塁: ラス・ゲーツ（AL）
［外審］左翼: ハリー・ウェンデルステット（NL）、右翼: マーティー・スプリングステッド（AL）
6. 昼間試合  試合時間: 4時間13分  観客: 4万9151人
詳細: Baseball-Reference.com

| ニューヨーク・メッツ | ニューヨーク・メッツ | ニューヨーク・メッツ | ニューヨーク・メッツ | ニューヨーク・メッツ                                                                                      | オークランド・アスレチックス | オークランド・アスレチックス | オークランド・アスレチックス | オークランド・アスレチックス | オークランド・アスレチックス                                                                          |
| -------------------- | -------------------- | -------------------- | -------------------- | --- | ---------------------------- | ---------------------------- | ---------------------------- | ---------------------------- | --- |
| 打順                 | 守備                 | 選手                 | 打席                 | J・クーズマンJ・グロートJ・ミルナーF・ミヤーンW・ギャレットB・ハレルソンC・ジョーンズD・ハーンR・スタウブ | 打順                         | 守備                         | 選手                         | 打席                         | V・ブルーR・フォッシーG・テナスD・グリーンS・バンドーB・キャンパネリスJ・ルディR・ジャクソンJ・アルー |
| 1                    | 三                   | W・ギャレット        | 左                   | J・クーズマンJ・グロートJ・ミルナーF・ミヤーンW・ギャレットB・ハレルソンC・ジョーンズD・ハーンR・スタウブ | 1                            | 遊                           | B・キャンパネリス            | 右                           | V・ブルーR・フォッシーG・テナスD・グリーンS・バンドーB・キャンパネリスJ・ルディR・ジャクソンJ・アルー |
| 2                    | 二                   | F・ミヤーン          | 右                   | J・クーズマンJ・グロートJ・ミルナーF・ミヤーンW・ギャレットB・ハレルソンC・ジョーンズD・ハーンR・スタウブ | 2                            | 左                           | J・ルディ                    | 右                           | V・ブルーR・フォッシーG・テナスD・グリーンS・バンドーB・キャンパネリスJ・ルディR・ジャクソンJ・アルー |
| 3                    | 右                   | R・スタウブ          | 左                   | J・クーズマンJ・グロートJ・ミルナーF・ミヤーンW・ギャレットB・ハレルソンC・ジョーンズD・ハーンR・スタウブ | 3                            | 三                           | S・バンドー                  | 右                           | V・ブルーR・フォッシーG・テナスD・グリーンS・バンドーB・キャンパネリスJ・ルディR・ジャクソンJ・アルー |
| 4                    | 左                   | C・ジョーンズ        | 右                   | J・クーズマンJ・グロートJ・ミルナーF・ミヤーンW・ギャレットB・ハレルソンC・ジョーンズD・ハーンR・スタウブ | 4                            | 中                           | R・ジャクソン                | 左                           | V・ブルーR・フォッシーG・テナスD・グリーンS・バンドーB・キャンパネリスJ・ルディR・ジャクソンJ・アルー |
| 5                    | 一                   | J・ミルナー          | 左                   | J・クーズマンJ・グロートJ・ミルナーF・ミヤーンW・ギャレットB・ハレルソンC・ジョーンズD・ハーンR・スタウブ | 5                            | 一                           | G・テナス                    | 右                           | V・ブルーR・フォッシーG・テナスD・グリーンS・バンドーB・キャンパネリスJ・ルディR・ジャクソンJ・アルー |
| 6                    | 捕                   | J・グロート          | 右                   | J・クーズマンJ・グロートJ・ミルナーF・ミヤーンW・ギャレットB・ハレルソンC・ジョーンズD・ハーンR・スタウブ | 6                            | 右                           | J・アルー                    | 右                           | V・ブルーR・フォッシーG・テナスD・グリーンS・バンドーB・キャンパネリスJ・ルディR・ジャクソンJ・アルー |
| 7                    | 中                   | D・ハーン            | 右                   | J・クーズマンJ・グロートJ・ミルナーF・ミヤーンW・ギャレットB・ハレルソンC・ジョーンズD・ハーンR・スタウブ | 7                            | 捕                           | R・フォッシー                | 右                           | V・ブルーR・フォッシーG・テナスD・グリーンS・バンドーB・キャンパネリスJ・ルディR・ジャクソンJ・アルー |
| 8                    | 遊                   | B・ハレルソン        | 両                   | J・クーズマンJ・グロートJ・ミルナーF・ミヤーンW・ギャレットB・ハレルソンC・ジョーンズD・ハーンR・スタウブ | 8                            | 二                           | D・グリーン                  | 右                           | V・ブルーR・フォッシーG・テナスD・グリーンS・バンドーB・キャンパネリスJ・ルディR・ジャクソンJ・アルー |
| 9                    | 投                   | J・クーズマン        | 右                   | J・クーズマンJ・グロートJ・ミルナーF・ミヤーンW・ギャレットB・ハレルソンC・ジョーンズD・ハーンR・スタウブ | 9                            | 投                           | V・ブルー                    | 両                           | V・ブルーR・フォッシーG・テナスD・グリーンS・バンドーB・キャンパネリスJ・ルディR・ジャクソンJ・アルー |
| 先発投手             | 先発投手             | 先発投手             | 投球                 | J・クーズマンJ・グロートJ・ミルナーF・ミヤーンW・ギャレットB・ハレルソンC・ジョーンズD・ハーンR・スタウブ | 先発投手                     | 先発投手                     | 先発投手                     | 投球                         | V・ブルーR・フォッシーG・テナスD・グリーンS・バンドーB・キャンパネリスJ・ルディR・ジャクソンJ・アルー |
| J・クーズマン        | J・クーズマン        | J・クーズマン        | 左                   | J・クーズマンJ・グロートJ・ミルナーF・ミヤーンW・ギャレットB・ハレルソンC・ジョーンズD・ハーンR・スタウブ | V・ブルー                    | V・ブルー                    | V・ブルー                    | 左                           | V・ブルーR・フォッシーG・テナスD・グリーンS・バンドーB・キャンパネリスJ・ルディR・ジャクソンJ・アルー |

### 第3戦 10月16日
- シェイ・スタジアム（ニューヨーク州ニューヨーク市クイーンズ区）

|                              | 1 | 2 | 3 | 4 | 5 | 6 | 7 | 8 | 9 | 10 | 11 | R | H  | E |
| ---------------------------- | - | - | - | - | - | - | - | - | - | -- | -- | - | -- | - |
| オークランド・アスレチックス | 0 | 0 | 0 | 0 | 0 | 1 | 0 | 1 | 0 | 0  | 1  | 3 | 10 | 1 |
| ニューヨーク・メッツ         | 2 | 0 | 0 | 0 | 0 | 0 | 0 | 0 | 0 | 0  | 0  | 2 | 10 | 2 |

1. 勝利：ポール・リンドブラッド（1勝）
2. セーブ：ローリー・フィンガーズ（1敗1S）
3. 敗戦：ハリー・パーカー（1敗）
4. 本塁打
NYM：ウェイン・ギャレット2号ソロ
5. 審判
［球審］ジェリー・ニューデッカー（AL）
［塁審］一塁: ポール・プライアー（NL）、二塁: ラス・ゲーツ（AL）、三塁: ハリー・ウェンデルステット（NL）
［外審］左翼: マーティー・スプリングステッド（AL）、右翼: オーギー・ドナテリ（NL）
6. 夜間試合  試合時間: 3時間15分  観客: 5万4817人
詳細: Baseball-Reference.com

| オークランド・アスレチックス | オークランド・アスレチックス | オークランド・アスレチックス | オークランド・アスレチックス | オークランド・アスレチックス                                                                                | ニューヨーク・メッツ | ニューヨーク・メッツ | ニューヨーク・メッツ | ニューヨーク・メッツ | ニューヨーク・メッツ                                                                                    |
| ---------------------------- | ---------------------------- | ---------------------------- | ---------------------------- | --- | -------------------- | -------------------- | -------------------- | -------------------- | --- |
| 打順                         | 守備                         | 選手                         | 打席                         | C・ハンターR・フォッシーG・テナスD・グリーンS・バンドーB・キャンパネリスJ・ルディV・ダバリーヨR・ジャクソン | 打順                 | 守備                 | 選手                 | 打席                 | T・シーバーJ・グロートJ・ミルナーF・ミヤーンW・ギャレットB・ハレルソンC・ジョーンズD・ハーンR・スタウブ |
| 1                            | 遊                           | B・キャンパネリス            | 右                           | C・ハンターR・フォッシーG・テナスD・グリーンS・バンドーB・キャンパネリスJ・ルディV・ダバリーヨR・ジャクソン | 1                    | 三                   | W・ギャレット        | 左                   | T・シーバーJ・グロートJ・ミルナーF・ミヤーンW・ギャレットB・ハレルソンC・ジョーンズD・ハーンR・スタウブ |
| 2                            | 左                           | J・ルディ                    | 右                           | C・ハンターR・フォッシーG・テナスD・グリーンS・バンドーB・キャンパネリスJ・ルディV・ダバリーヨR・ジャクソン | 2                    | 二                   | F・ミヤーン          | 右                   | T・シーバーJ・グロートJ・ミルナーF・ミヤーンW・ギャレットB・ハレルソンC・ジョーンズD・ハーンR・スタウブ |
| 3                            | 三                           | S・バンドー                  | 右                           | C・ハンターR・フォッシーG・テナスD・グリーンS・バンドーB・キャンパネリスJ・ルディV・ダバリーヨR・ジャクソン | 3                    | 右                   | R・スタウブ          | 左                   | T・シーバーJ・グロートJ・ミルナーF・ミヤーンW・ギャレットB・ハレルソンC・ジョーンズD・ハーンR・スタウブ |
| 4                            | 右                           | R・ジャクソン                | 左                           | C・ハンターR・フォッシーG・テナスD・グリーンS・バンドーB・キャンパネリスJ・ルディV・ダバリーヨR・ジャクソン | 4                    | 左                   | C・ジョーンズ        | 右                   | T・シーバーJ・グロートJ・ミルナーF・ミヤーンW・ギャレットB・ハレルソンC・ジョーンズD・ハーンR・スタウブ |
| 5                            | 一                           | G・テナス                    | 右                           | C・ハンターR・フォッシーG・テナスD・グリーンS・バンドーB・キャンパネリスJ・ルディV・ダバリーヨR・ジャクソン | 5                    | 一                   | J・ミルナー          | 左                   | T・シーバーJ・グロートJ・ミルナーF・ミヤーンW・ギャレットB・ハレルソンC・ジョーンズD・ハーンR・スタウブ |
| 6                            | 中                           | V・ダバリーヨ                | 左                           | C・ハンターR・フォッシーG・テナスD・グリーンS・バンドーB・キャンパネリスJ・ルディV・ダバリーヨR・ジャクソン | 6                    | 捕                   | J・グロート          | 右                   | T・シーバーJ・グロートJ・ミルナーF・ミヤーンW・ギャレットB・ハレルソンC・ジョーンズD・ハーンR・スタウブ |
| 7                            | 捕                           | R・フォッシー                | 右                           | C・ハンターR・フォッシーG・テナスD・グリーンS・バンドーB・キャンパネリスJ・ルディV・ダバリーヨR・ジャクソン | 7                    | 中                   | D・ハーン            | 右                   | T・シーバーJ・グロートJ・ミルナーF・ミヤーンW・ギャレットB・ハレルソンC・ジョーンズD・ハーンR・スタウブ |
| 8                            | 二                           | D・グリーン                  | 右                           | C・ハンターR・フォッシーG・テナスD・グリーンS・バンドーB・キャンパネリスJ・ルディV・ダバリーヨR・ジャクソン | 8                    | 遊                   | B・ハレルソン        | 両                   | T・シーバーJ・グロートJ・ミルナーF・ミヤーンW・ギャレットB・ハレルソンC・ジョーンズD・ハーンR・スタウブ |
| 9                            | 投                           | C・ハンター                  | 右                           | C・ハンターR・フォッシーG・テナスD・グリーンS・バンドーB・キャンパネリスJ・ルディV・ダバリーヨR・ジャクソン | 9                    | 投                   | T・シーバー          | 右                   | T・シーバーJ・グロートJ・ミルナーF・ミヤーンW・ギャレットB・ハレルソンC・ジョーンズD・ハーンR・スタウブ |
| 先発投手                     | 先発投手                     | 先発投手                     | 投球                         | C・ハンターR・フォッシーG・テナスD・グリーンS・バンドーB・キャンパネリスJ・ルディV・ダバリーヨR・ジャクソン | 先発投手             | 先発投手             | 先発投手             | 投球                 | T・シーバーJ・グロートJ・ミルナーF・ミヤーンW・ギャレットB・ハレルソンC・ジョーンズD・ハーンR・スタウブ |
| C・ハンター                  | C・ハンター                  | C・ハンター                  | 右                           | C・ハンターR・フォッシーG・テナスD・グリーンS・バンドーB・キャンパネリスJ・ルディV・ダバリーヨR・ジャクソン | T・シーバー          | T・シーバー          | T・シーバー          | 右                   | T・シーバーJ・グロートJ・ミルナーF・ミヤーンW・ギャレットB・ハレルソンC・ジョーンズD・ハーンR・スタウブ |

### 第4戦 10月17日
- シェイ・スタジアム（ニューヨーク州ニューヨーク市クイーンズ区）

|                              | 1 | 2 | 3 | 4 | 5 | 6 | 7 | 8 | 9 | R | H  | E |
| ---------------------------- | - | - | - | - | - | - | - | - | - | - | -- | - |
| オークランド・アスレチックス | 0 | 0 | 0 | 1 | 0 | 0 | 0 | 0 | 0 | 1 | 5  | 1 |
| ニューヨーク・メッツ         | 3 | 0 | 0 | 3 | 0 | 0 | 0 | 0 | X | 6 | 13 | 1 |

1. 勝利：ジョン・マトラック（1勝1敗）
2. セーブ：レイ・サデッキー（1S）
3. 敗戦：ケン・ホルツマン（1勝1敗）
4. 本塁打
NYM：ラスティ・スタウブ1号3ラン
5. 審判
［球審］ポール・プライアー（NL）
［塁審］一塁: ラス・ゲーツ（AL）、二塁: ハリー・ウェンデルステット（NL）、三塁: マーティー・スプリングステッド（AL）
［外審］左翼: オーギー・ドナテリ（NL）、右翼: ジェリー・ニューデッカー（AL）
6. 夜間試合  試合時間: 2時間41分  観客: 5万4817人
詳細: Baseball-Reference.com

| オークランド・アスレチックス | オークランド・アスレチックス | オークランド・アスレチックス | オークランド・アスレチックス | オークランド・アスレチックス                                                                              | ニューヨーク・メッツ | ニューヨーク・メッツ | ニューヨーク・メッツ | ニューヨーク・メッツ | ニューヨーク・メッツ                                                                                      |
| ---------------------------- | ---------------------------- | ---------------------------- | ---------------------------- | --- | -------------------- | -------------------- | -------------------- | -------------------- | --- |
| 打順                         | 守備                         | 選手                         | 打席                         | K・ホルツマンR・フォッシーG・テナスD・グリーンS・バンドーB・キャンパネリスJ・ルディR・ジャクソンJ・アルー | 打順                 | 守備                 | 選手                 | 打席                 | J・マトラックJ・グロートJ・ミルナーF・ミヤーンW・ギャレットB・ハレルソンC・ジョーンズD・ハーンR・スタウブ |
| 1                            | 遊                           | B・キャンパネリス            | 右                           | K・ホルツマンR・フォッシーG・テナスD・グリーンS・バンドーB・キャンパネリスJ・ルディR・ジャクソンJ・アルー | 1                    | 三                   | W・ギャレット        | 左                   | J・マトラックJ・グロートJ・ミルナーF・ミヤーンW・ギャレットB・ハレルソンC・ジョーンズD・ハーンR・スタウブ |
| 2                            | 左                           | J・ルディ                    | 右                           | K・ホルツマンR・フォッシーG・テナスD・グリーンS・バンドーB・キャンパネリスJ・ルディR・ジャクソンJ・アルー | 2                    | 二                   | F・ミヤーン          | 右                   | J・マトラックJ・グロートJ・ミルナーF・ミヤーンW・ギャレットB・ハレルソンC・ジョーンズD・ハーンR・スタウブ |
| 3                            | 三                           | S・バンドー                  | 右                           | K・ホルツマンR・フォッシーG・テナスD・グリーンS・バンドーB・キャンパネリスJ・ルディR・ジャクソンJ・アルー | 3                    | 右                   | R・スタウブ          | 左                   | J・マトラックJ・グロートJ・ミルナーF・ミヤーンW・ギャレットB・ハレルソンC・ジョーンズD・ハーンR・スタウブ |
| 4                            | 中                           | R・ジャクソン                | 左                           | K・ホルツマンR・フォッシーG・テナスD・グリーンS・バンドーB・キャンパネリスJ・ルディR・ジャクソンJ・アルー | 4                    | 左                   | C・ジョーンズ        | 右                   | J・マトラックJ・グロートJ・ミルナーF・ミヤーンW・ギャレットB・ハレルソンC・ジョーンズD・ハーンR・スタウブ |
| 5                            | 一                           | G・テナス                    | 右                           | K・ホルツマンR・フォッシーG・テナスD・グリーンS・バンドーB・キャンパネリスJ・ルディR・ジャクソンJ・アルー | 5                    | 一                   | J・ミルナー          | 左                   | J・マトラックJ・グロートJ・ミルナーF・ミヤーンW・ギャレットB・ハレルソンC・ジョーンズD・ハーンR・スタウブ |
| 6                            | 右                           | J・アルー                    | 右                           | K・ホルツマンR・フォッシーG・テナスD・グリーンS・バンドーB・キャンパネリスJ・ルディR・ジャクソンJ・アルー | 6                    | 捕                   | J・グロート          | 右                   | J・マトラックJ・グロートJ・ミルナーF・ミヤーンW・ギャレットB・ハレルソンC・ジョーンズD・ハーンR・スタウブ |
| 7                            | 捕                           | R・フォッシー                | 右                           | K・ホルツマンR・フォッシーG・テナスD・グリーンS・バンドーB・キャンパネリスJ・ルディR・ジャクソンJ・アルー | 7                    | 中                   | D・ハーン            | 右                   | J・マトラックJ・グロートJ・ミルナーF・ミヤーンW・ギャレットB・ハレルソンC・ジョーンズD・ハーンR・スタウブ |
| 8                            | 二                           | D・グリーン                  | 右                           | K・ホルツマンR・フォッシーG・テナスD・グリーンS・バンドーB・キャンパネリスJ・ルディR・ジャクソンJ・アルー | 8                    | 遊                   | B・ハレルソン        | 両                   | J・マトラックJ・グロートJ・ミルナーF・ミヤーンW・ギャレットB・ハレルソンC・ジョーンズD・ハーンR・スタウブ |
| 9                            | 投                           | K・ホルツマン                | 右                           | K・ホルツマンR・フォッシーG・テナスD・グリーンS・バンドーB・キャンパネリスJ・ルディR・ジャクソンJ・アルー | 9                    | 投                   | J・マトラック        | 左                   | J・マトラックJ・グロートJ・ミルナーF・ミヤーンW・ギャレットB・ハレルソンC・ジョーンズD・ハーンR・スタウブ |
| 先発投手                     | 先発投手                     | 先発投手                     | 投球                         | K・ホルツマンR・フォッシーG・テナスD・グリーンS・バンドーB・キャンパネリスJ・ルディR・ジャクソンJ・アルー | 先発投手             | 先発投手             | 先発投手             | 投球                 | J・マトラックJ・グロートJ・ミルナーF・ミヤーンW・ギャレットB・ハレルソンC・ジョーンズD・ハーンR・スタウブ |
| K・ホルツマン                | K・ホルツマン                | K・ホルツマン                | 左                           | K・ホルツマンR・フォッシーG・テナスD・グリーンS・バンドーB・キャンパネリスJ・ルディR・ジャクソンJ・アルー | J・マトラック        | J・マトラック        | J・マトラック        | 左                   | J・マトラックJ・グロートJ・ミルナーF・ミヤーンW・ギャレットB・ハレルソンC・ジョーンズD・ハーンR・スタウブ |

### 第5戦 10月18日
- シェイ・スタジアム（ニューヨーク州ニューヨーク市クイーンズ区）

|                              | 1 | 2 | 3 | 4 | 5 | 6 | 7 | 8 | 9 | R | H | E |
| ---------------------------- | - | - | - | - | - | - | - | - | - | - | - | - |
| オークランド・アスレチックス | 0 | 0 | 0 | 0 | 0 | 0 | 0 | 0 | 0 | 0 | 3 | 1 |
| ニューヨーク・メッツ         | 0 | 1 | 0 | 0 | 0 | 1 | 0 | 0 | X | 2 | 7 | 1 |

1. 勝利：ジェリー・クーズマン（1勝）
2. セーブ：タグ・マグロウ（1勝1S）
3. 敗戦：ヴァイダ・ブルー（1敗）
4. 審判
［球審］ラス・ゲーツ（AL）
［塁審］一塁: ハリー・ウェンデルステット（NL）、二塁: マーティー・スプリングステッド（AL）、三塁: オーギー・ドナテリ（NL）
［外審］左翼: ジェリー・ニューデッカー（AL）、右翼: ポール・プライアー（NL）
5. 夜間試合  試合時間: 2時間39分  観客: 5万4817人
詳細: Baseball-Reference.com

| オークランド・アスレチックス | オークランド・アスレチックス | オークランド・アスレチックス | オークランド・アスレチックス | オークランド・アスレチックス                                                                          | ニューヨーク・メッツ | ニューヨーク・メッツ | ニューヨーク・メッツ | ニューヨーク・メッツ | ニューヨーク・メッツ                                                                                      |
| ---------------------------- | ---------------------------- | ---------------------------- | ---------------------------- | --- | -------------------- | -------------------- | -------------------- | -------------------- | --- |
| 打順                         | 守備                         | 選手                         | 打席                         | V・ブルーR・フォッシーG・テナスD・グリーンS・バンドーB・キャンパネリスJ・ルディR・ジャクソンJ・アルー | 打順                 | 守備                 | 選手                 | 打席                 | J・クーズマンJ・グロートJ・ミルナーF・ミヤーンW・ギャレットB・ハレルソンC・ジョーンズD・ハーンR・スタウブ |
| 1                            | 遊                           | B・キャンパネリス            | 右                           | V・ブルーR・フォッシーG・テナスD・グリーンS・バンドーB・キャンパネリスJ・ルディR・ジャクソンJ・アルー | 1                    | 三                   | W・ギャレット        | 左                   | J・クーズマンJ・グロートJ・ミルナーF・ミヤーンW・ギャレットB・ハレルソンC・ジョーンズD・ハーンR・スタウブ |
| 2                            | 左                           | J・ルディ                    | 右                           | V・ブルーR・フォッシーG・テナスD・グリーンS・バンドーB・キャンパネリスJ・ルディR・ジャクソンJ・アルー | 2                    | 二                   | F・ミヤーン          | 右                   | J・クーズマンJ・グロートJ・ミルナーF・ミヤーンW・ギャレットB・ハレルソンC・ジョーンズD・ハーンR・スタウブ |
| 3                            | 三                           | S・バンドー                  | 右                           | V・ブルーR・フォッシーG・テナスD・グリーンS・バンドーB・キャンパネリスJ・ルディR・ジャクソンJ・アルー | 3                    | 右                   | R・スタウブ          | 左                   | J・クーズマンJ・グロートJ・ミルナーF・ミヤーンW・ギャレットB・ハレルソンC・ジョーンズD・ハーンR・スタウブ |
| 4                            | 中                           | R・ジャクソン                | 左                           | V・ブルーR・フォッシーG・テナスD・グリーンS・バンドーB・キャンパネリスJ・ルディR・ジャクソンJ・アルー | 4                    | 左                   | C・ジョーンズ        | 右                   | J・クーズマンJ・グロートJ・ミルナーF・ミヤーンW・ギャレットB・ハレルソンC・ジョーンズD・ハーンR・スタウブ |
| 5                            | 一                           | G・テナス                    | 右                           | V・ブルーR・フォッシーG・テナスD・グリーンS・バンドーB・キャンパネリスJ・ルディR・ジャクソンJ・アルー | 5                    | 一                   | J・ミルナー          | 左                   | J・クーズマンJ・グロートJ・ミルナーF・ミヤーンW・ギャレットB・ハレルソンC・ジョーンズD・ハーンR・スタウブ |
| 6                            | 右                           | J・アルー                    | 右                           | V・ブルーR・フォッシーG・テナスD・グリーンS・バンドーB・キャンパネリスJ・ルディR・ジャクソンJ・アルー | 6                    | 捕                   | J・グロート          | 右                   | J・クーズマンJ・グロートJ・ミルナーF・ミヤーンW・ギャレットB・ハレルソンC・ジョーンズD・ハーンR・スタウブ |
| 7                            | 捕                           | R・フォッシー                | 右                           | V・ブルーR・フォッシーG・テナスD・グリーンS・バンドーB・キャンパネリスJ・ルディR・ジャクソンJ・アルー | 7                    | 中                   | D・ハーン            | 右                   | J・クーズマンJ・グロートJ・ミルナーF・ミヤーンW・ギャレットB・ハレルソンC・ジョーンズD・ハーンR・スタウブ |
| 8                            | 二                           | D・グリーン                  | 右                           | V・ブルーR・フォッシーG・テナスD・グリーンS・バンドーB・キャンパネリスJ・ルディR・ジャクソンJ・アルー | 8                    | 遊                   | B・ハレルソン        | 両                   | J・クーズマンJ・グロートJ・ミルナーF・ミヤーンW・ギャレットB・ハレルソンC・ジョーンズD・ハーンR・スタウブ |
| 9                            | 投                           | V・ブルー                    | 両                           | V・ブルーR・フォッシーG・テナスD・グリーンS・バンドーB・キャンパネリスJ・ルディR・ジャクソンJ・アルー | 9                    | 投                   | J・クーズマン        | 右                   | J・クーズマンJ・グロートJ・ミルナーF・ミヤーンW・ギャレットB・ハレルソンC・ジョーンズD・ハーンR・スタウブ |
| 先発投手                     | 先発投手                     | 先発投手                     | 投球                         | V・ブルーR・フォッシーG・テナスD・グリーンS・バンドーB・キャンパネリスJ・ルディR・ジャクソンJ・アルー | 先発投手             | 先発投手             | 先発投手             | 投球                 | J・クーズマンJ・グロートJ・ミルナーF・ミヤーンW・ギャレットB・ハレルソンC・ジョーンズD・ハーンR・スタウブ |
| V・ブルー                    | V・ブルー                    | V・ブルー                    | 左                           | V・ブルーR・フォッシーG・テナスD・グリーンS・バンドーB・キャンパネリスJ・ルディR・ジャクソンJ・アルー | J・クーズマン        | J・クーズマン        | J・クーズマン        | 左                   | J・クーズマンJ・グロートJ・ミルナーF・ミヤーンW・ギャレットB・ハレルソンC・ジョーンズD・ハーンR・スタウブ |

### 第6戦 10月20日
- オークランド・アラメダ・カウンティ・コロシアム（カリフォルニア州オークランド）

|                              | 1 | 2 | 3 | 4 | 5 | 6 | 7 | 8 | 9 | R | H | E |
| ---------------------------- | - | - | - | - | - | - | - | - | - | - | - | - |
| ニューヨーク・メッツ         | 0 | 0 | 0 | 0 | 0 | 0 | 0 | 1 | 0 | 1 | 6 | 2 |
| オークランド・アスレチックス | 1 | 0 | 1 | 0 | 0 | 0 | 0 | 1 | X | 3 | 7 | 0 |

1. 勝利：キャットフィッシュ・ハンター（1勝）
2. セーブ：ローリー・フィンガーズ（1敗2S）
3. 敗戦：トム・シーバー（1敗）
4. 審判
［球審］ハリー・ウェンデルステット（NL）
［塁審］一塁: マーティー・スプリングステッド（AL）、二塁: オーギー・ドナテリ（NL）、三塁: ジェリー・ニューデッカー（AL）
［外審］左翼: ポール・プライアー（NL）、右翼: ラス・ゲーツ（AL）
5. 昼間試合  試合時間: 2時間7分  観客: 4万9333人
詳細: Baseball-Reference.com

| ニューヨーク・メッツ | ニューヨーク・メッツ | ニューヨーク・メッツ | ニューヨーク・メッツ | ニューヨーク・メッツ                                                                                    | オークランド・アスレチックス | オークランド・アスレチックス | オークランド・アスレチックス | オークランド・アスレチックス | オークランド・アスレチックス                                                                                |
| -------------------- | -------------------- | -------------------- | -------------------- | --- | ---------------------------- | ---------------------------- | ---------------------------- | ---------------------------- | --- |
| 打順                 | 守備                 | 選手                 | 打席                 | T・シーバーJ・グロートJ・ミルナーF・ミヤーンW・ギャレットB・ハレルソンC・ジョーンズD・ハーンR・スタウブ | 打順                         | 守備                         | 選手                         | 打席                         | C・ハンターG・テナスD・ジョンソンD・グリーンS・バンドーB・キャンパネリスJ・ルディV・ダバリーヨR・ジャクソン |
| 1                    | 三                   | W・ギャレット        | 左                   | T・シーバーJ・グロートJ・ミルナーF・ミヤーンW・ギャレットB・ハレルソンC・ジョーンズD・ハーンR・スタウブ | 1                            | 遊                           | B・キャンパネリス            | 右                           | C・ハンターG・テナスD・ジョンソンD・グリーンS・バンドーB・キャンパネリスJ・ルディV・ダバリーヨR・ジャクソン |
| 2                    | 二                   | F・ミヤーン          | 右                   | T・シーバーJ・グロートJ・ミルナーF・ミヤーンW・ギャレットB・ハレルソンC・ジョーンズD・ハーンR・スタウブ | 2                            | 左                           | J・ルディ                    | 右                           | C・ハンターG・テナスD・ジョンソンD・グリーンS・バンドーB・キャンパネリスJ・ルディV・ダバリーヨR・ジャクソン |
| 3                    | 右                   | R・スタウブ          | 左                   | T・シーバーJ・グロートJ・ミルナーF・ミヤーンW・ギャレットB・ハレルソンC・ジョーンズD・ハーンR・スタウブ | 3                            | 三                           | S・バンドー                  | 右                           | C・ハンターG・テナスD・ジョンソンD・グリーンS・バンドーB・キャンパネリスJ・ルディV・ダバリーヨR・ジャクソン |
| 4                    | 左                   | C・ジョーンズ        | 右                   | T・シーバーJ・グロートJ・ミルナーF・ミヤーンW・ギャレットB・ハレルソンC・ジョーンズD・ハーンR・スタウブ | 4                            | 右                           | R・ジャクソン                | 左                           | C・ハンターG・テナスD・ジョンソンD・グリーンS・バンドーB・キャンパネリスJ・ルディV・ダバリーヨR・ジャクソン |
| 5                    | 一                   | J・ミルナー          | 左                   | T・シーバーJ・グロートJ・ミルナーF・ミヤーンW・ギャレットB・ハレルソンC・ジョーンズD・ハーンR・スタウブ | 5                            | 捕                           | G・テナス                    | 右                           | C・ハンターG・テナスD・ジョンソンD・グリーンS・バンドーB・キャンパネリスJ・ルディV・ダバリーヨR・ジャクソン |
| 6                    | 捕                   | J・グロート          | 右                   | T・シーバーJ・グロートJ・ミルナーF・ミヤーンW・ギャレットB・ハレルソンC・ジョーンズD・ハーンR・スタウブ | 6                            | 中                           | V・ダバリーヨ                | 左                           | C・ハンターG・テナスD・ジョンソンD・グリーンS・バンドーB・キャンパネリスJ・ルディV・ダバリーヨR・ジャクソン |
| 7                    | 中                   | D・ハーン            | 右                   | T・シーバーJ・グロートJ・ミルナーF・ミヤーンW・ギャレットB・ハレルソンC・ジョーンズD・ハーンR・スタウブ | 7                            | 一                           | D・ジョンソン                | 右                           | C・ハンターG・テナスD・ジョンソンD・グリーンS・バンドーB・キャンパネリスJ・ルディV・ダバリーヨR・ジャクソン |
| 8                    | 遊                   | B・ハレルソン        | 両                   | T・シーバーJ・グロートJ・ミルナーF・ミヤーンW・ギャレットB・ハレルソンC・ジョーンズD・ハーンR・スタウブ | 8                            | 二                           | D・グリーン                  | 右                           | C・ハンターG・テナスD・ジョンソンD・グリーンS・バンドーB・キャンパネリスJ・ルディV・ダバリーヨR・ジャクソン |
| 9                    | 投                   | T・シーバー          | 右                   | T・シーバーJ・グロートJ・ミルナーF・ミヤーンW・ギャレットB・ハレルソンC・ジョーンズD・ハーンR・スタウブ | 9                            | 投                           | C・ハンター                  | 右                           | C・ハンターG・テナスD・ジョンソンD・グリーンS・バンドーB・キャンパネリスJ・ルディV・ダバリーヨR・ジャクソン |
| 先発投手             | 先発投手             | 先発投手             | 投球                 | T・シーバーJ・グロートJ・ミルナーF・ミヤーンW・ギャレットB・ハレルソンC・ジョーンズD・ハーンR・スタウブ | 先発投手                     | 先発投手                     | 先発投手                     | 投球                         | C・ハンターG・テナスD・ジョンソンD・グリーンS・バンドーB・キャンパネリスJ・ルディV・ダバリーヨR・ジャクソン |
| T・シーバー          | T・シーバー          | T・シーバー          | 右                   | T・シーバーJ・グロートJ・ミルナーF・ミヤーンW・ギャレットB・ハレルソンC・ジョーンズD・ハーンR・スタウブ | C・ハンター                  | C・ハンター                  | C・ハンター                  | 右                           | C・ハンターG・テナスD・ジョンソンD・グリーンS・バンドーB・キャンパネリスJ・ルディV・ダバリーヨR・ジャクソン |

### 第7戦 10月21日
- オークランド・アラメダ・カウンティ・コロシアム（カリフォルニア州オークランド）

|                              | 1 | 2 | 3 | 4 | 5 | 6 | 7 | 8 | 9 | R | H | E |
| ---------------------------- | - | - | - | - | - | - | - | - | - | - | - | - |
| ニューヨーク・メッツ         | 0 | 0 | 0 | 0 | 0 | 1 | 0 | 0 | 1 | 2 | 8 | 1 |
| オークランド・アスレチックス | 0 | 0 | 4 | 0 | 1 | 0 | 0 | 0 | X | 5 | 9 | 1 |

1. 勝利：ケン・ホルツマン（2勝1敗）
2. セーブ：ダロルド・ノウルズ（2S）
3. 敗戦：ジョン・マトラック（1勝2敗）
4. 本塁打
OAK：バート・キャンパネリス1号2ラン、レジー・ジャクソン1号2ラン
5. 審判
［球審］マーティー・スプリングステッド（AL）
［塁審］一塁: オーギー・ドナテリ（NL）、二塁: ジェリー・ニューデッカー（AL）、三塁: ポール・プライアー（NL）
［外審］左翼: ラス・ゲーツ（AL）、右翼: ハリー・ウェンデルステット（NL）
6. 昼間試合  試合時間: 2時間37分  観客: 4万9333人
詳細: Baseball-Reference.com

| ニューヨーク・メッツ | ニューヨーク・メッツ | ニューヨーク・メッツ | ニューヨーク・メッツ | ニューヨーク・メッツ                                                                                      | オークランド・アスレチックス | オークランド・アスレチックス | オークランド・アスレチックス | オークランド・アスレチックス | オークランド・アスレチックス                                                                              |
| -------------------- | -------------------- | -------------------- | -------------------- | --- | ---------------------------- | ---------------------------- | ---------------------------- | ---------------------------- | --- |
| 打順                 | 守備                 | 選手                 | 打席                 | J・マトラックJ・グロートJ・ミルナーF・ミヤーンW・ギャレットB・ハレルソンC・ジョーンズD・ハーンR・スタウブ | 打順                         | 守備                         | 選手                         | 打席                         | K・ホルツマンG・テナスD・ジョンソンD・グリーンS・バンドーB・キャンパネリスJ・ルディR・ジャクソンJ・アルー |
| 1                    | 三                   | W・ギャレット        | 左                   | J・マトラックJ・グロートJ・ミルナーF・ミヤーンW・ギャレットB・ハレルソンC・ジョーンズD・ハーンR・スタウブ | 1                            | 遊                           | B・キャンパネリス            | 右                           | K・ホルツマンG・テナスD・ジョンソンD・グリーンS・バンドーB・キャンパネリスJ・ルディR・ジャクソンJ・アルー |
| 2                    | 二                   | F・ミヤーン          | 右                   | J・マトラックJ・グロートJ・ミルナーF・ミヤーンW・ギャレットB・ハレルソンC・ジョーンズD・ハーンR・スタウブ | 2                            | 左                           | J・ルディ                    | 右                           | K・ホルツマンG・テナスD・ジョンソンD・グリーンS・バンドーB・キャンパネリスJ・ルディR・ジャクソンJ・アルー |
| 3                    | 右                   | R・スタウブ          | 左                   | J・マトラックJ・グロートJ・ミルナーF・ミヤーンW・ギャレットB・ハレルソンC・ジョーンズD・ハーンR・スタウブ | 3                            | 三                           | S・バンドー                  | 右                           | K・ホルツマンG・テナスD・ジョンソンD・グリーンS・バンドーB・キャンパネリスJ・ルディR・ジャクソンJ・アルー |
| 4                    | 左                   | C・ジョーンズ        | 右                   | J・マトラックJ・グロートJ・ミルナーF・ミヤーンW・ギャレットB・ハレルソンC・ジョーンズD・ハーンR・スタウブ | 4                            | 中                           | R・ジャクソン                | 左                           | K・ホルツマンG・テナスD・ジョンソンD・グリーンS・バンドーB・キャンパネリスJ・ルディR・ジャクソンJ・アルー |
| 5                    | 一                   | J・ミルナー          | 左                   | J・マトラックJ・グロートJ・ミルナーF・ミヤーンW・ギャレットB・ハレルソンC・ジョーンズD・ハーンR・スタウブ | 5                            | 捕                           | G・テナス                    | 右                           | K・ホルツマンG・テナスD・ジョンソンD・グリーンS・バンドーB・キャンパネリスJ・ルディR・ジャクソンJ・アルー |
| 6                    | 捕                   | J・グロート          | 右                   | J・マトラックJ・グロートJ・ミルナーF・ミヤーンW・ギャレットB・ハレルソンC・ジョーンズD・ハーンR・スタウブ | 6                            | 右                           | J・アルー                    | 右                           | K・ホルツマンG・テナスD・ジョンソンD・グリーンS・バンドーB・キャンパネリスJ・ルディR・ジャクソンJ・アルー |
| 7                    | 中                   | D・ハーン            | 右                   | J・マトラックJ・グロートJ・ミルナーF・ミヤーンW・ギャレットB・ハレルソンC・ジョーンズD・ハーンR・スタウブ | 7                            | 一                           | D・ジョンソン                | 右                           | K・ホルツマンG・テナスD・ジョンソンD・グリーンS・バンドーB・キャンパネリスJ・ルディR・ジャクソンJ・アルー |
| 8                    | 遊                   | B・ハレルソン        | 両                   | J・マトラックJ・グロートJ・ミルナーF・ミヤーンW・ギャレットB・ハレルソンC・ジョーンズD・ハーンR・スタウブ | 8                            | 二                           | D・グリーン                  | 右                           | K・ホルツマンG・テナスD・ジョンソンD・グリーンS・バンドーB・キャンパネリスJ・ルディR・ジャクソンJ・アルー |
| 9                    | 投                   | J・マトラック        | 左                   | J・マトラックJ・グロートJ・ミルナーF・ミヤーンW・ギャレットB・ハレルソンC・ジョーンズD・ハーンR・スタウブ | 9                            | 投                           | K・ホルツマン                | 右                           | K・ホルツマンG・テナスD・ジョンソンD・グリーンS・バンドーB・キャンパネリスJ・ルディR・ジャクソンJ・アルー |
| 先発投手             | 先発投手             | 先発投手             | 投球                 | J・マトラックJ・グロートJ・ミルナーF・ミヤーンW・ギャレットB・ハレルソンC・ジョーンズD・ハーンR・スタウブ | 先発投手                     | 先発投手                     | 先発投手                     | 投球                         | K・ホルツマンG・テナスD・ジョンソンD・グリーンS・バンドーB・キャンパネリスJ・ルディR・ジャクソンJ・アルー |
| J・マトラック        | J・マトラック        | J・マトラック        | 左                   | J・マトラックJ・グロートJ・ミルナーF・ミヤーンW・ギャレットB・ハレルソンC・ジョーンズD・ハーンR・スタウブ | K・ホルツマン                | K・ホルツマン                | K・ホルツマン                | 左                           | K・ホルツマンG・テナスD・ジョンソンD・グリーンS・バンドーB・キャンパネリスJ・ルディR・ジャクソンJ・アルー |